# Заил Синг
Заил Синг (Сандван, 5. мај 1916 — Чандигар, 25. децембар 1994) био је индијски политичар, 7. председник Индије од 1982. године до 1987. године.
Његов мандат обележили су операција Плава звезда, атентат на Индиру Ганди и побуне против Сика 1984. године. Погинуо је у саобраћајној несрећи.

## Биографија
Рођен је 1916. године у породици Сика. Након независности Индије 1947. године, био је министар за пољопривреду од 1951. године, а од 1956. године до 1962. године члан Горњег дома индијског парламента, од 1972. године до 1977. године шеф државе Панџаб, а од 1980. године министар унутрашњих послова у влади Индире Ганди.
Синг је 1982. године изабран за председника Индије, што су многи тада видели као постављање Индириног поданика, уместо независне личности. Када је Индира Ганди покренула операцију Плава звезда којом је намеравала да уништи милитантне Сике, Сики су од њега захтевали оставку, на што се он није одазвао из страха да додатно не дестабилизује ситуацију. Након убиства Индире Ганди 1984, Синг је место премијера доделио Раџиву Гандију. Председнички мандат му је завршио 1987. године.
Дана 29. новембра 1994. године тешко је страдао у саобраћајној несрећи у дистрикту Ропар. Преминуо је 25. децембра од задобивених озледа у Постдипломском институту за медицинско образовање и истраживање у Чандигару.